# Bryan Ruiz
Bryan Jafet Ruiz González (San José, 1985. augusztus 18. –) Costa Rica-i válogatott labdarúgó, aki 2020 óta az Alajuelense játékosa.

## Sikerek
Alajuelense
- CONCACAF-bajnokok ligája (1): 2004
- Copa Interclubes UNCAF (1): 2005

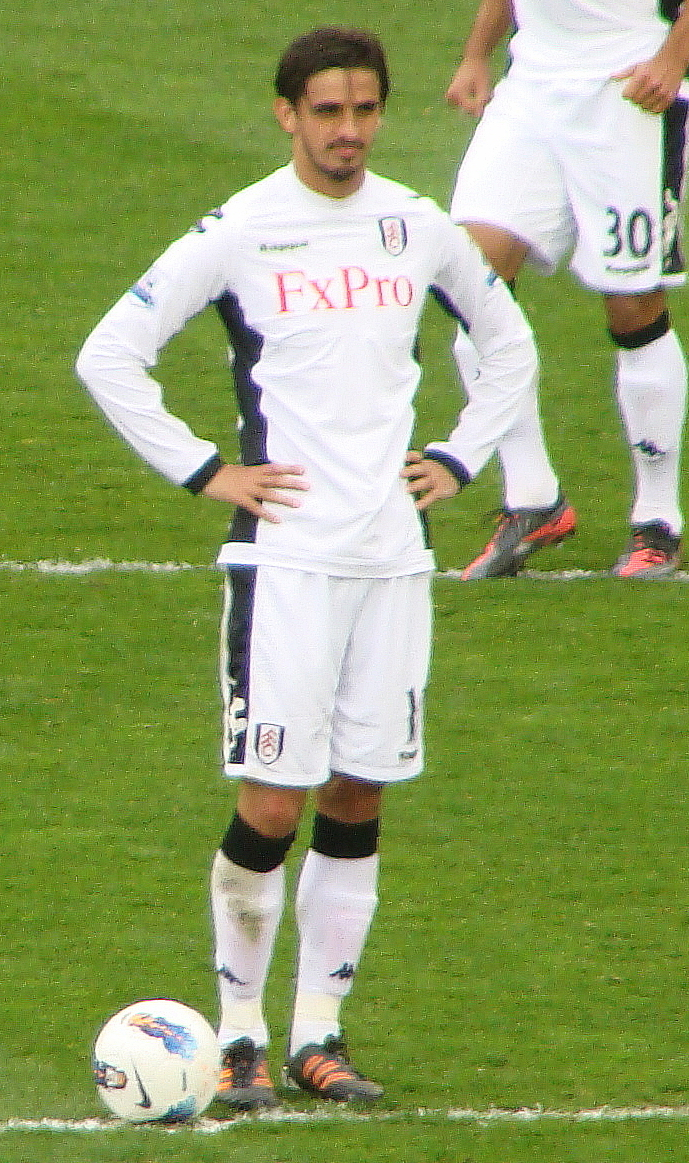

- Costa Rica-i bajnok (3): Apertura 2005, Clausura 2006, Clausura 2020

Twente
- Holland bajnok (1): 2009–10
- Holland kupagyőztes (1): 2010–11
- Holland szuperkupagyőztes (2): 2010, 2011

## Fordítás
Ez a szócikk részben vagy egészben  a   Bryan Ruiz című angol Wikipédia-szócikk fordításán alapul.  Az eredeti cikk szerkesztőit annak laptörténete sorolja fel. Ez a jelzés csupán a megfogalmazás eredetét és a szerzői jogokat jelzi, nem szolgál a cikkben szereplő információk forrásmegjelöléseként.